# Ammore e malavita
Ammore e malavita är en italiensk komedifilm från 2017 i regi av Manetti Bros.

## Utmärkelser
Filmen vann David di Donatello för bästa film 2018.

## Roller (urval)
- Claudia Gerini – donna Maria
- Carlo Buccirosso – don Vincenzo
- Serena Rossi – Fatima
- Giampaolo Morelli – Ciro
- Giovanni Esposito – rivaliserande bossen
- Raiz – Rosary
- Franco Ricciardi – Gennaro
- Antonio Buonomo – onkel Mimmo